# Самсонов, Семён Николаевич
Семён Николаевич Самсонов (1912—1987) — советский писатель, журналист, фронтовой корреспондент, в 1949—1953 годах секретарь Свердловского отделения Союза писателей СССР.
Фронтовик, автор произведений о Великой Отечественной войне, наиболее известна из которых повесть «По ту сторону».

## Биография
Родился 1 (14) сентября 1912 года в селе Ново-Никольское Кокчетавского уезда Акмолинской области (ныне — село в Сандыктауском районе Акмолинской области Казахстана). Из крестьянской семьи. Русский.
Ещё во время учёбы в школе, с 1928 года, стал работать в избе-читальне, затем в местном сельсовете.
В 1930 году как активный комсомолец отправлен на учёбу в совпартшколу.
В 1932 году был направлен на Урал — на строительство Уралмашзавода, затем — на возведение Уралвагонзавода. Избирался профоргом цеха, заведующим культотдела ЦК профсоюза строительства.
В 1940 году поступил в Свердловский коммунистический институт журналистики (в 1941 году вошедший в качестве факультета в Уральский государственный университет им. А. М. Горького), но из-за начала войны оставил его и вернулся на завод.

### В годы Великой Отечественной войны
До 1943 года работал на Уралмашзаводе. Вместе со сформированным на заводе Особым Уральским Добровольческим танковым корпусом имени И. В. Сталина добровольцем ушёл на фронт.
В РККА с марта 1943 года, гвардии лейтенант, корреспондент корпусной газеты «Доброволец». Член ВКП(б) с 1943 года.
Участвовал в боях на Брянском фронте, в июле-августе 1943 года — участник Орловской наступательной операции, с февраля 1944 года на 1-м Украинском фронте, в марте 1944 года участвовал в прорыве обороны немцев на участке Проскуров-Тернополь. Во время форсирования Одера лично находился на переправе, проводя партсобрание под налётом вражеской авиации.

В боях проявил себя самоотверженным, инициативным военным корреспондентом, не останавливающимся перед трудностями и опасностями боевой обстановки.— из наградного листа на медаль «За боевые заслуги», 29 марта 1944 года
На март 1945 года — гв. ст. лейтенант, парторг 131-го отдельного сапёрного батальона 10-го гвардейского добровольческого танкового корпуса 4-й танковой армии.

Возглавляя партийную организацию батальона в наступательных боях на Берлинском направлении все свои силы и умения направил на воспитание коммунистов в духе непримиримой ненависти к врагам. Самсонов личным примером в боях по ликвидации опорных пунктов противника способствовал поднятию высокого боевого духа у сапёров.— из наградного листа на Орден Красной Звезды, за подписью командира батальона гв. майора Губина, 15 мая 1945 года
День Победы встретил в Берлине.
Награждён двумя орденами Отечественной войны I степени (06.02.1945, 06.04.1985), орденом Красной Звезды (26.05.1945), медалями «За боевые заслуги» (14.05.1944), «За освобождение Праги» (09.06.1945), «За взятие Берлина» (09.06.1945), «За победу над Германией в Великой Отечественной войне 1941—1945 гг.» (09.05.1945).

### После войны
В 1946 году вернулся на Урал, с 1947 года его рассказы и очерки появляются в сборниках и в периодической печати.
В 1949—1953 года — секретарь Свердловского отделения Союза писателей СССР.
С 1953 года и до конца жизни жил в деревне Раскуиха Полевского района Свердловской области.
Умер 30 апреля 1987 года в Свердловске, похоронен на кладбище села Раскуиха.

## Творчество
Автор рассказов о Великой Отечественной войне. Первые рассказы и очерки из фронтовой жизни начали публиковаться в 1947 году.
В 1949 году в вышла повесть «По ту сторону», которая к 1962 году выдержала 12 изданий — в том числе в Москве (в «Детгизе» и «Молодой гвардии») и даже была переведена на китайский язык.
Автор повести «Танк „Пионер“» о боевых действиях танкового корпуса, записей из фронтового дневника «В боях за Родину», очерка «Сапёры, сапёры».

## Память
2 мая 2015 года на доме писателя в деревне Раскуиха, где он жил в 1953—1985 годах, была открыта мемориальная доска.